# Песчанка (Пермский край)
Песчанка — деревня в Кунгурском районе Пермского края, входящая в состав Филипповского сельского поселения.

## География
Деревня находится в южной части Кунгурского района у правого берега Сылвы примерно в 1 километре от восточной границы Кунгура на юго-восток.

## Климат
Климат умеренно-континентальный с продолжительной снежной зимой и коротким, умеренно-тёплым летом. Средняя температура июля составляет +17,8 0С, января −15,6 0С. Среднегодовая температура воздуха составляет + 1,3°С. Средняя продолжительность периода с отрицательными температурами составляет 168 дней и продолжительность безморозного периода 113 дней. Среднее годовое количество осадков составляет 539 мм.

## История
Известна с 1879 года как выселок Башкирцев (Песьянка).

## Население
Постоянное население составляло 80 человек в 2002 году (95 % русские), 29 человек в 2010 году.

## Достопримечательности
Деревня находится в одном из самых живописных мест Прикамья, граничит с территорией заказника «Предуралье».